# 杉本拓也 (野球)
杉本 拓也（すぎもと たくや、1968年9月21日－）は、熊本県出身の元アマチュア野球選手である。ポジションは外野手。

## 来歴・人物
熊本工業高等学校時代は中堅手を務め、3年時には春夏連続で甲子園出場。チームメイトにエースの永野吉成、二番手投手の木村重太郎、遊撃手の緒方耕一がいた。高校卒業時には、1986年のドラフト会議で近鉄バファローズから5位指名されたが入団を拒否し、社会人野球の新日本製鐵広畑に入社する。緒方も一緒に入社が内定していたが、巨人からの指名を受けて入団した。
現役時代は、都市対抗野球に14年連続出場、社会人野球日本選手権大会に2回出場し、チームの主将も務めた。第67回都市対抗野球大会では10年連続出場の表彰を受けている。
1997年には4か国国際野球大会の全日本メンバーにも選ばれた。
引退後は、コーチ、助監督を経て同チームの監督を務め、都市対抗野球に2度の出場と2008年の社会人野球日本選手権大会では、13年ぶりの出場を果たした。現在は同チームの副部長を務める。